# Brandon Paul
Pour les articles homonymes, voir Paul.
Brandon Paul, né le 30 avril 1991 à Gurnee dans l'Illinois, est un joueur américain de basket-ball.

## Biographie
En décembre 2016, Paul signe un contrat avec l'Anadolu Efes Spor Kulübü, club turc qui dispute l'Euroligue. Le contrat dure jusqu'à la fin de la saison 2016-2017 et Paul remplace Bryce Cotton.
Le 14 juillet 2017, il signe avec les Spurs de San Antonio.
En juillet 2019, Paul rejoint l'Olympiakós, club grec avec lequel il signe un contrat de deux ans.
En juillet 2024, Paul s'engage avec la JL Bourg-en-Bresse, en première division française. Il quitte le club en février 2025 et rejoint l'Élan sportif chalonnais, autre club de première division française.